# Gargglerin
Die Gargglerin, auch Garklerin, ist ein 2470 m ü. A. hoher Berg in den Stubaier Alpen im österreichischen Bundesland Tirol. Der leicht ersteigbare Gipfel ist wegen seiner Aussicht auf das hintere Gschnitztal, die Tribulaune und den Habicht beliebt.

## Lage und Umgebung
Die Gargglerin bildet den höchsten Punkt eines Gebirgskammes, der sich vom ca. 2 Kilometer südlich gelegenen Alpenhauptkamm in Richtung Norden erstreckt. Im Nordwesten und Norden liegt das Gschnitztal, im Osten das Sandestal, ein Seitental des Gschnitztals. Dort befindet sich mit der Tribulaunhütte (2064 m) der wichtigste Stützpunkt für die Besteigung des Berges. Nach Nordosten hin setzt sich der Grat zum vorgelagerten Eningkopf, auch Nenningkopf (2183 m) fort. Im Westen liegt die Badlalm.

## Geologie und Aufbau
Die Gargglerin erhebt sich als markanter, zerklüfteter Felsgipfel aus Dolomitgesteinen des Brennermesozoikums, die hier, ähnlich wie bei der nahegelegenen Weißwandspitze,  unmittelbar auf einem Sockel aus Kristallingestein, insbesondere Gneisen und Glimmerschiefern aufliegen. Der Hauptdolomit aus der Trias, der den Gipfelaufbau bildet, ist hier von hellgrauer bis weißer Farbe und weist Seriziteinlagerungen auf. Durch die exponierte Lage des steilen und schmalen Gipfelfelsens kommt es hier zu Bergzerreißungen, sodass der Gipfelaufbau in zahlreiche einzelne Felstürme gegliedert ist.

## Stützpunkte und Wege
Der Normalweg auf die Gargglerin führt von Süden von der Badlerscharte, einer auf 2350 m gelegenen Scharte zwischen Gschnitz- und Sandestal, auf einem markierten Steig zum Gipfel. Die Badlerscharte kann dabei auf einem markierten Weg vom Gschnitzer Ortsteil Obertal aus über das Sandestal erreicht werden, wobei als Stützpunkt häufig die Tribulaunhütte genutzt wird. Ein weiterer Anstieg von Obertal aus, der über die Nordwestflanke zur Badlerscharte führt, war wegen eines Felssturzes lange Zeit nicht begehbar, ermöglicht aber seit einer Verlegung im Jahr 2010 wieder einen Übergang. Durch die Süd- und Ostwände führen alpine Kletterrouten im II. und III. Grad.

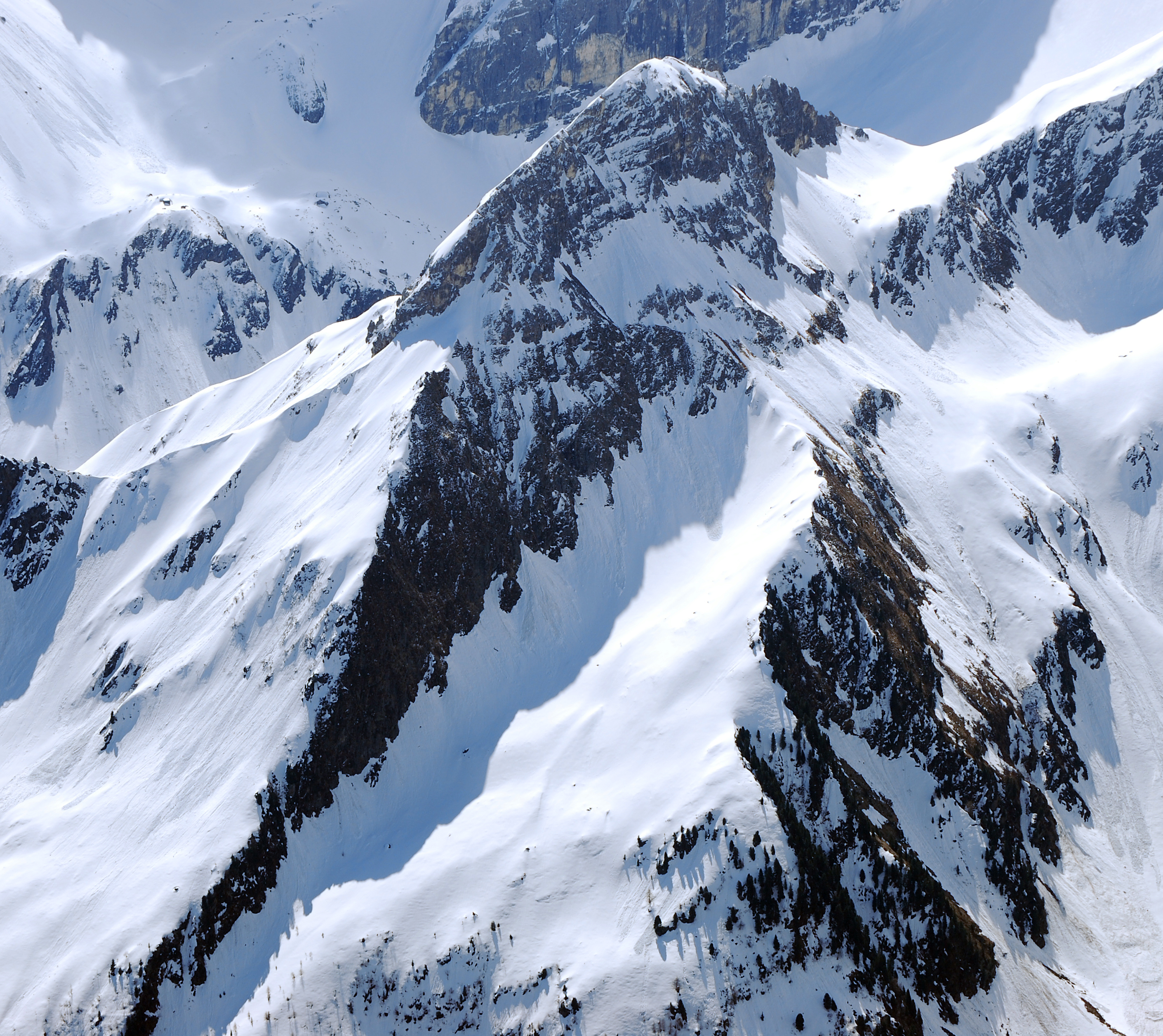
Gargglerin von Nordnordwesten (Habicht)
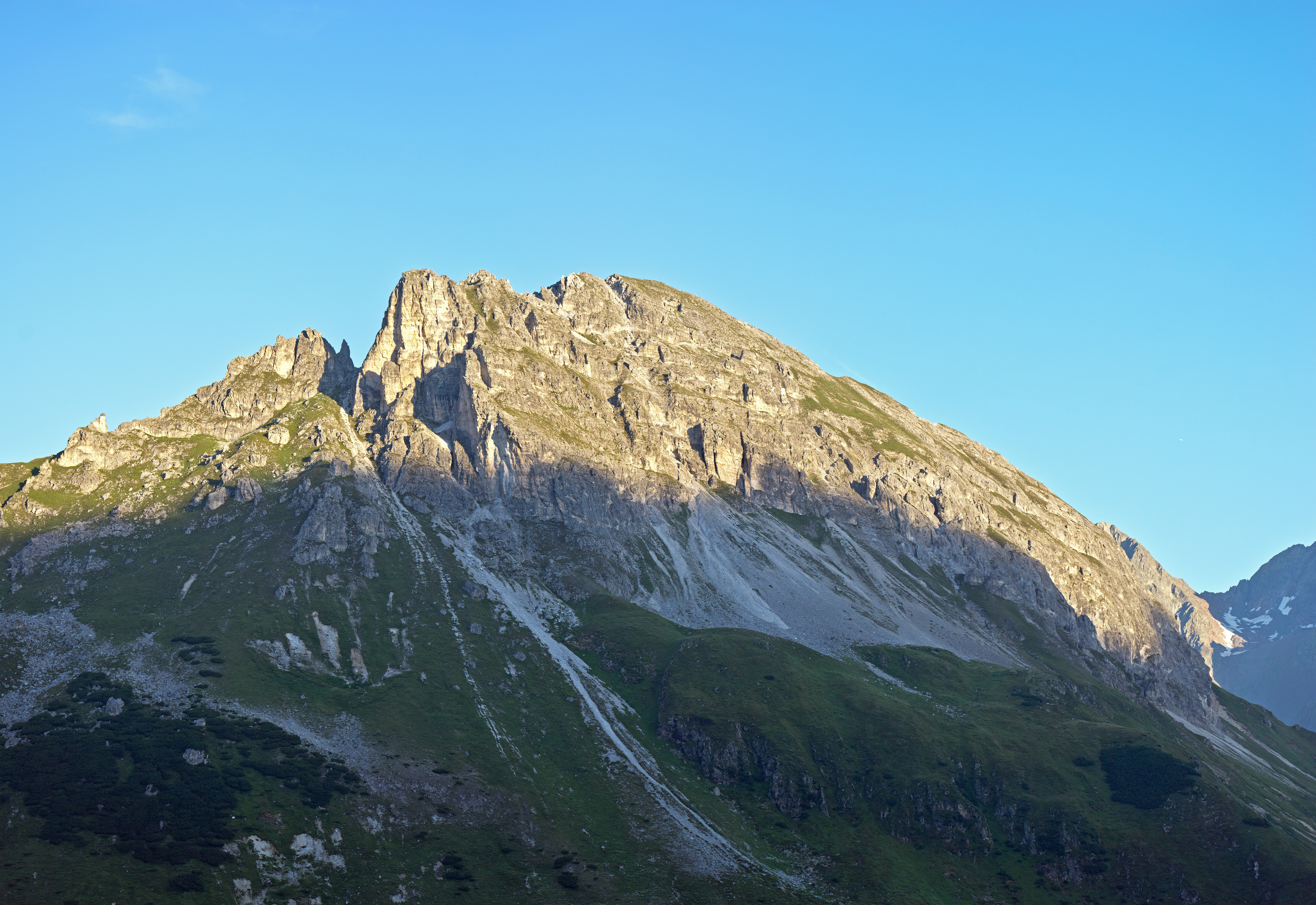
Ansicht von der österreichischen Tribulaunhütte
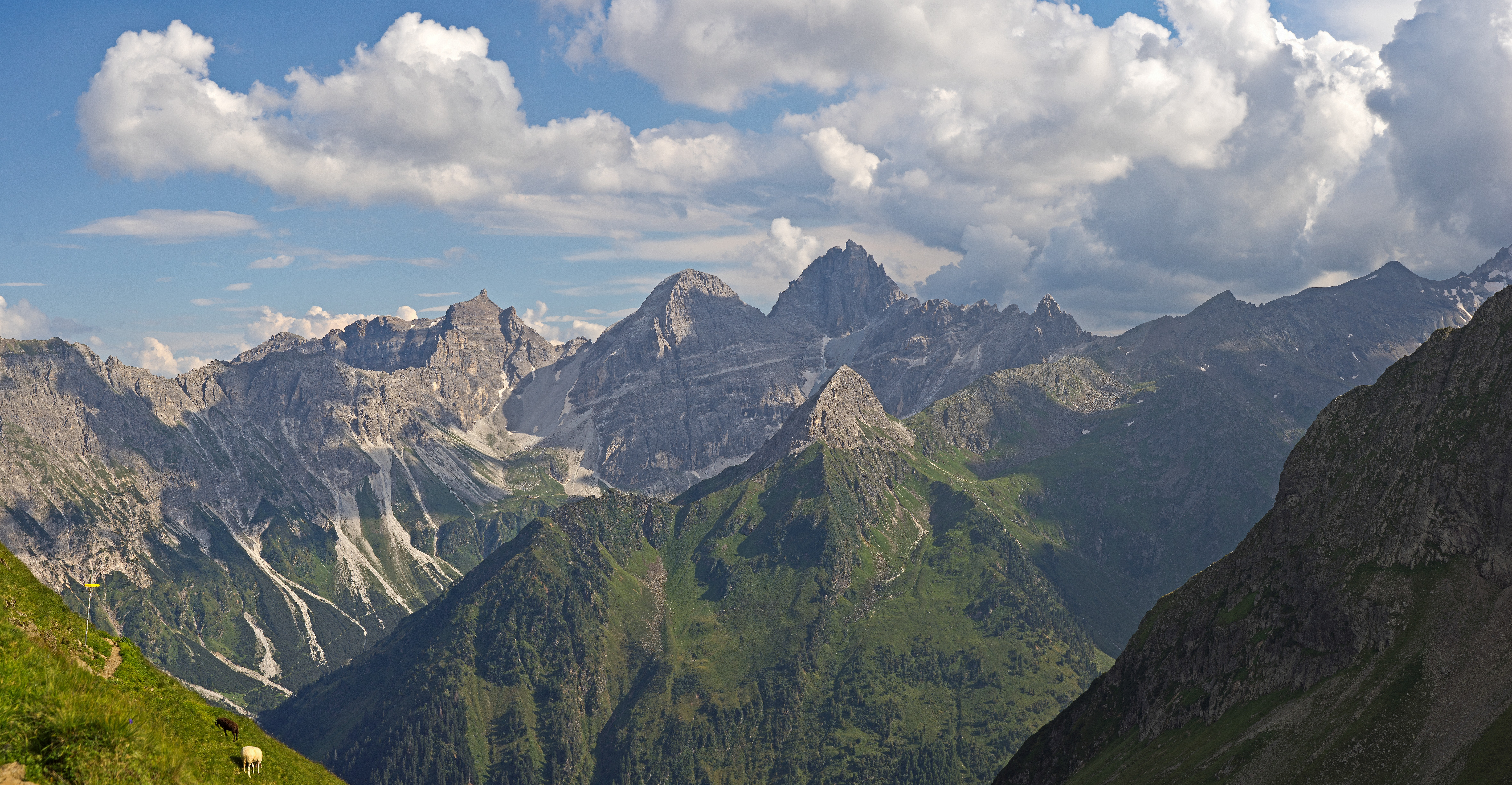
Gargglerin im Kontext der Tribulaungruppe